# Ibne Iquíxida
ibne Iquíxida (Ibn al-Ikhshid) ou Ibne Iquíxada (Ibn al-Ikhshad; m. 900) foi um governador de Tarso pelo Califado Abássida de abril de 898 até sua morte em batalha contra o Império Bizantino no começo de 900.

## Vida

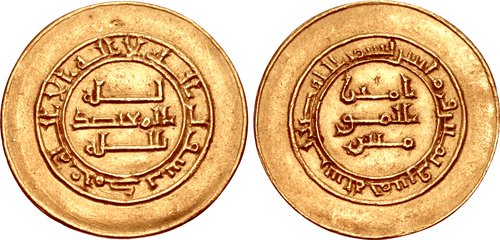
Dinar de ouro do califa Almutadide r.

Ibne Iquíxida deriva do título persa iquíxida. De 890 até 897, a cidade de Tarso e as regiões fronteiriças (tugur) com o Império Bizantino foram controladas pela autônoma dinastia tulúnida do Egito, mas em 897, um partido pró-abássida sob Ragibe tomou controle da cidade e prendeu o governador tulúnida Damião e outros oficiais pró-tulúnidas. Emissários foram enviados para a capital abássida de Bagdá para solicitar a nomeação de um novo governador. Isso foi feito, com o califa Almutadide (r. 892–902) nomeando Iquíxida como governador (emir), que deixou Bagdá para assumir seu posto em 17 de abril de 898 ao lado de emissários tarsenses.
No mesmo inverno (dezembro de 898/janeiro de 899) ele realizou um raide contra os bizantinos, alcançando a fortaleza de Salandu (Trajanópolis), que ele capturou, retornando para Tarso no começo de 899. Após a prisão de Ragibe em Raca em agosto de 899, ibne Iquíxida prendeu seus servos e confiscou suas propriedades em Tarso. Ibne Iquíxida foi morto em outra expedição em território bizantino logo depois, provavelmente no final de 900, deixando Abu Tabite como seu subordinado e sucessor.